# NGC 4379
NGC 4379 é uma galáxia elíptica (E-S0) localizada na direcção da constelação de Coma Berenices. Possui uma declinação de +15° 36' 28" e uma ascensão recta de 12 horas, 25 minutos e 14,7 segundos.
A galáxia NGC 4379 foi descoberta em 21 de Março de 1784 por William Herschel.